# Feliniopsis siderifera
Feliniopsis siderifera là một loài bướm đêm trong họ Noctuidae.